# Світ як воля та уявлення
Світ як воля та уявлення (нім. Die Welt als Wille und Vorstellung) — центральний твір німецького філософа Артура Шопегауера. Перше видання побачило світ у 1818 році, хоча й датоване 1819-им. Друге двотомне видання вийшло в 1844-му: перший том містив відредагований текст першого видання, а другий -- коментарі до нього. Третє, розширене видання з'явилося в 1859-му, за рік до смерті автора. У 1948-му відбулася публікація скороченого тексту під редакцією Томаса Манна.
У 1813-му Шопенгауер подав дисертацію «Про чотиристоронні корені принципу достатньої підстави» і йому було присвоєно докторський ступінь у Єнському університеті. Наступну зиму він провів у Веймарі, а надалі жив у Дрездені, де у 1816-му надрукував трактат «Про зір та кольори». Наступні кілька років Шопенгауер трудився над своєю основною працею. Він стверджував, що твір ставить перед собою мету передати «одну єдину думку» з різних кутів зору. Свою філософію він виклав упродовж чотирьох розділів, присвячених епістемології, онтології, естетиці та етиці. За цими чотирма розділами додатком слідує «Критика філософії Канта».
Шопенгауер виходить з трансцедентального ідеалізму Канта і стверджує, що світ, який оточує людей, світ постору й часу світ причинності, існує тільки як уявлення (Vorstellung), залежне від суб'єкта пізнання, а не як світ, який можна було б вважати річчю в собі, тобто незалежно від того, як він уявляється розуму суб'єкта. Знання про об'єкт є тільки знанням про феномени, а не знанням про самі речі. Шопенгауер ідентифікує річ у собі, внутрішню сутність усього як волю — сліпе, несвідоме безцільне пручання, позбавлене знання, поза простором та часом, і вільне від множиннсті. Тож світ як уявлення є об'єктивізацією волі. Естетичні відчуття на коротку мить звільняють людину від рабства волі, яка є причиною страждання. Справжнє визволення від життя, стверджує Шопенгауер, досягається повним аскетичним запереченням волі жити. Шопенгауер відзначає згоду по суті між його філософією, платонізмом та філософською основою староіндійських Вед.
«Світ як воля та уявлення» є вершиною філософської думки Шопенгауера, решту життя він провів, уточнюючи, прояснюючи та поглиблюючи ідеї, викладені в цьому творі, без будь-яких суттєвих змін. Перше видання зустріли майже повсюдною мовчанкою. Друге видання 1844 року теж не зуміло привабити до себе читачів. Тоді в посткантіанській класичній філософії домінували ідеалісти, перед усім Гегель, якого Шопенгауер обзивав шарлатаном. Тільки з виходом «Парерги та Параліпомени» у 1851 році почалося визнання, що так довго барилося прийти.

## Зв'язок з попередніми філософськими працями

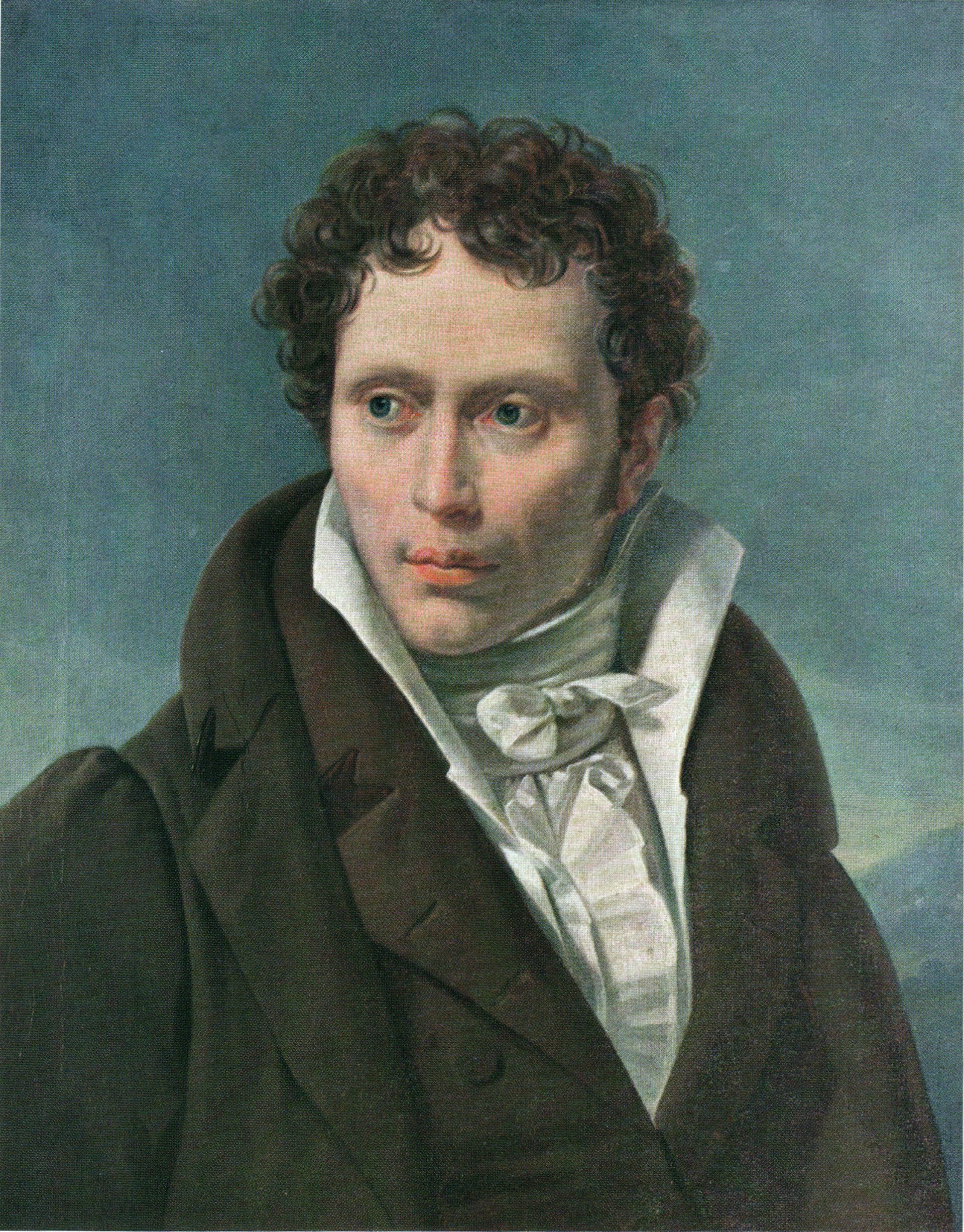
Шопенгауер у 1815, другому з критичних п'яти років написання Die Welt als Wille und Vorstellung

Шопенгауер вимагає щоб читач спочатку познайомився з його докторською дисертацією «Про чотиристоронні корені принципу достатньої підстави» 1813 року як вступу до «Світу як волі…». Він стверджує у передмові до першого видання, що «абсолютно неможливо по справжньому зрозуміти дану працю, якщо читач не знайомий з цим вступом», і що вміст цього есе вважається наче включений у книгу попередньо.
Далі, Шопенгауер стверджує, що читачу необхідно знати філософію Канта. Мовляв, його філософія є природним продовженням Кантової, і дехто вважає, що вона вірніша Кантовому трансцедентальному ідеалізму, ніж інші, пізніші, погляди інших німецьких ідеалістів. Утім, «Світ як воля…» містить додаток під назвою «Критика Кантової філософії», в якому Шопенгауер відкидає більшість Кантової етики та значну частину епістемології та естетики. Як пояснює сам Шопенгауер: "Як би мені не хотілося взяти за вихідну точку філософію великого Канта, серйозне вивчення його праць дозволило мені виявити суттєві помилки, й мені довелось виявляти їх і показати наскільки вони хиткі, так, що я зміг переробити їх і застосовувати те, що є в його теоріях істинним і чудовим, у чистій формі, вільній від цих помилок."
Шопенгауер бачив у людській волі єдине вікно в реальність поза світом як уявленням, тобто в світ, який ми відчуваємо завдяки своїм розумовим здібностям. За Шопенгауером воля є внутрішньою сутністю усього світу, тобто Кантова річ у собі (Ding an sich), й вона існує незалежно від форм принципу достатньої підстави, що управляє світом як уявленням.
Шопенгауер вірив, що хоча нам мабуть не дано напряму знати Кантів ноумен, ми можемо отримати до певного ступеня знання про нього (на відміну від Канта, для якого знання про ноумен зовсім неможливе). А все тому, що за Шопенгауером відношення між світом як уявленням та світом як він є сам по собі можна зрозуміти, вивчаючи відношення між нашими тілами (матеріальними об'єктами, тобто уявленнями, що існують у просторі та часі) та нашою волею.
Іншою істотною різницею між філософіями Шопенгауера та Канта є те, що Шопенгауер відкидав Кантову доктрину про дванадцять категорій розуміння. Шопенгауер стверджує, що одинадцять із Кантових категорій — надумані «сліпі вікна» задумані лише з метою архитектонічної симетрії. Шопенгауер відстоює думку, що трьома апріорними формами, зрозумілими для нас, якими наш розум відтворює досвід, є простір, час і причинність.
Ще у вступі Шопенгауер стверджує, що читач буде найбільш підготовленим до розуміння теорій, викладених у «Світі як волі…», якщо він багато часу провів у школі божественного Платона — Шопенгауер часто визнає вплив Платона на розвиток його власних теорій, особливо у контексті естетики, говорить про Платонові форми як такі, що існують на проміжному онтологічному рівні між уявленням та волею. Ще більше читач буде готовий, якщо він знайомий зі староіндійською філософією, що міститься в Упанішадах.

## Написання та структура праці
Ідеї Шопенгауера сформувалися дуже рано в його кар'єрі (1814-1818) й досягли вершини з публікацією першого тома "Волі та уявлення" у 1819-му. Перший том складався з чотирьох книг, що висвітлювали по порядку епістемологію, онтологію, етику та естетику. Набагато пізнІше в житті Шопенгауер опублікував друге двотомне видання, перший том якого був передруком оригіналу, а другий містив нову роботу, що складалася з прояснення матеріалу першого й додаткових розмірковувань над ним. Погляди автора суттєво не змінилися.
У передмові до першого видання Шопенгауер стверджує, що "Світ як воля та уявлення" має метою передати єдину думку. Як наслідок, структура праці, за його словами, є органічною радше ніж ланцюжковою, кожна попередня її частина припускає наперед вміст наступної майже так як наступна припускає попередню. Кожна з чотирьох частин виконує функцію чотирьох кутів зору на єдину думку. Тож Шопенгауер радить читати книгу не раз, зі значним терпінням при першому прочитанні.
Шопенгауер розповідає про структуру своєї праці в наступному уривку:
Оскільки, як ми вже казали, уся ця робота є лише розгортанням єдиної думки, усі її частини, як наслідок, дуже тісно зав'язані між собою; жодна з них не виділяється необхідним зв'язком з попередньою, припускаючи тільки, що читач її пам'ятає... хоча нам потрібно розділити  нашу одну єдину думку на числені дискусії з метою обговорення, ця форма штучна, і жодним не є суттєвою для самої думки. Як виклад, так і розуміння стають легшими при розділі чотирьох принципіальних кутів зору на чотири книги, пов'язуючи те, що в них споріднене й однорідне з найбільшою увагою.

Втім матеріал жодною мірою не дозволяє лінійного просування, як і у разі з історією, але радше вимагає заплутаної подачі. Тож книгу треба вивчати повторно, бо тільки це прояснить пов'язаність частин; тільки тоді вони взаємно освітять одна одну й стануть досконало ясними
Запізніла слава, що прийшла після 1851 року, поновила цікавість до основної й принципової праці й призвела до третього й останнього прижиттєвого видання з добавленими 136 сторінками, що побачило світ у 1859 році, за рік до смерті автора. У передмові до цього видання Шопенгауер зазначав: "Якщо я теж нарешті добрався і, наприкінці життя, отримав задоволення бачити як мій вплив набирає силу, то я сподіваюся, що за старим правилом він триватиме довше, в порівнянні із запізнілістю його початку"

## Том 1
Шопенгауер використав слово воля як найзрозуміліший людський термін для позначення концепції, яку можна також передати такими словами як бажання, прагнення, потяг, зусилля та спонукання. Філософія Шопенгауера вважає, що усе в природі включно з людиною є виразом ненаситної волі. Саме через волю, через усе суще у собі, людина знаходить усі свої страждання. Прагнення більшого є тим, що спричиняє ці страждання. Шопенгауер відстоює думку, що тільки естетична насолода дозволяє на мить вирватися з пут волі. Шопенгаурова концепція бажання має сильні паралелі у буддистській думці. Буддизм ідентифікує всепроникне  людське почуття невдовленості як прагнення, що приблизно відповідає  Шопенгауеровій волі до життя. Як і те, так й інше, пропонує як ліки від хвороби медітативну, аскетичну діяльність.
Епіграфом до першого служить цитата із Гете: Ob nicht Natur zuletzt sich doch ergründe? ('Хіба не може природа нарешті себе розгадати?'). Цитата походить із вірша до державного міністра фон Фойгта від 27 грудня 1816.

### Епістемологія (Книга I)
Книга починається словами "Die Welt ist meine Vorstellung: "світ є моїм уявленням " (альтернативно ідеєю або презентацією). Саме цю думку про світ як уявлення Шопенгауер розвиває у першій книзі.
Зокрема в ній йдеться про уявлення, підпорядковані принципу достатньої підстави (Satz vom Grunde). У третій книзі Шопенгауер повертається до розгляду світу як уявлення, але цього разу він зосереджується на уявленні, що не залежить від припципу достатньої підстави (тобто на ідеї Платона незалежної й адекватної об'єктивності волі, що є метою мистецтва).
Шопенгауер починає "Світ як волю..." аналізуючи світ, яким він постає перед нашим розумом: як об'єкти, з необхідністю впорядковані у просторі й часі причинно-наслідковими відношеннями. У нашому досвіді світ підкоряється принципу достатньої підстави. Ми сприймаємо множину об'єктів, що пов'язані між собою необхідним чином.

### Онтологія (Книга II)
У другій книзі Шопенгауер відстоює думку, що воля є Кантовою річчю у собі: єдиною сутністю, що лежить за об'єктами й явищами. Кант вірив, що простір і час є всього-навсього формами нашоі інтуїції, через яку ми повинні сприймати світ явищ, і в речі у собі цих факторів нема. Шопенгауер вказав на те, що будь-що поза простором і часом не можна виділити й розрізнити, тож річ у собі мусить бути єдиною. Усе, що існує, має бути частиною цієї фундаментальної єдності. Прояв єдиної волі в множині об'єктів, які ми спостерігаємо, є об'єктивізацією волі.  Множинність існує й стає можливою тільки через час і простір, ось чому Шопенгауер називає її "principium individuationis". Воля як річ у собі лежить за межами області чинності принципу достатньої підстави (у всіх його формах), а тому вона не має підстави (хоча кожне її явище підкоряється цьому принципу). Оскільки воля лежить за межами чинності principium individuationis, вона вільна від множинності, хоча її феномени, завдяки тому, що вони існують у часі й просторі, незліченні.
Усі явища є втіленням суттєвого прагнення: наприклад, електрика й тяжіння описуються як фундаментальні сили волі. Здатність людини до пізнання, стверджує Шопенгауер, підпорядковане вимогам волі. Більш того, усе, що прагне, неодмінно страждає. Шопенгауер малює песимістичну картину, в якій неспавджені бажання болісні, а задоволення є тільки миттєвою відсутністю цього болю. Проте, більшість бажань ніколи не збуваються, а ті, що збуваються, витісняються миттєво новими нездійсненими.

### Естетика (Книга III)
Шопенгауер, Світ як воля та уявлення , Том 1, Книга III, §52
У третій книзі Шопенгауер досліджує досвід естетичного споглядання. Коли ми споглядаємо щось, то отримуємо знання про об'єкт не як про окрему річ, а як про універсальну платонічну ідею (die Platonische Idee).  Особа тоді може загубитися в об'єкті естетичного споглядання і, на коротку мить, вирватися з кола нездійснених бажань як "чистий, безвольний суб'єкт знання  (reinen, willenlosen Subjekts der Erkenntniß). Це означає відмову від способу пізнання, скованого принципом достатньої підстави (єдиної моди, що є задовільною на службі волі й науки). Упродовж естетичного переживання ми на мить звільняємося від болю, що супроводжує наші потуги. Як і багато інших естетичних теорій, Шопенгауер зосереджується на понятті генія. Геній за Шопенгауером, властивий до різного ступеня усім людям і полягає в здатності до естетичного переживання. Ті, хто має високий ступінь генія, здатні передавати це естетичне переживання й творити мистецтво.
Ми вважаємо красивими речі, що найбільше полегшують чисто об'єктивне споглядання безвольною свідомістю й виражають піднесені ідеї (до прикладу, людства, гуманності). Шопенгауер порівнює відчуття чогось красивого з відчуттям чогось піднесеного ("das Erhabene") — в останньому разі ми переборюємо природну ворожість до об'єкту споглядання й підносимося над ним. Естетичне відчуття не породжуються об'єктами, що стимулюють нашу волю, а тому Шопенгауер критикував зображення оглених жінок та апетитної їжі, оскільки вони стимулюють бажання і так стають на перешкоді чистого, вільного від волі знання.
Решта третьої книги містить опис різноманітних мистецьких форм, включно з архітектурою, ландшафтним будівництвом, малюванням пейзажів, малюванням тварин, історичними картинами, скульптурою , зображенням оголених людей, літературою (поезією та трагедією) і,нарешті, музикою. Музика займає в естетиці Шопенгауера привілейоване місце, бо він вірив, що музика має особливі стосунки з волею. Інші форми мистецтва об'єктивізують волю лише опосередковано через ідеї (адекватна об'єктивізація волі) а наш світ є нічим іншим, як прояв ідей в множинності, що є результатом входження цих ідей у principium individuationis. Музика, стверджує Шопенгауер оминає ідеї, а тому незалежна від світу феноменів. Він пише:
Так музика є безпосередньою об'єктивізацією та копією усієї волі як і сам світ, як ідеї, помножені феномени, з яких складається світ окремих речей. Тож музика зовсім не є як інші види мистецтва копією ідей, а копією самої себе, об'єктивністю якої є ідеї. Через це дія музики настільки могутніша й проникливіша, ніж дія інших видів мистецтва, бо інші говорять лише про тінь, а музика про саму суть

### Етика (Книга IV)

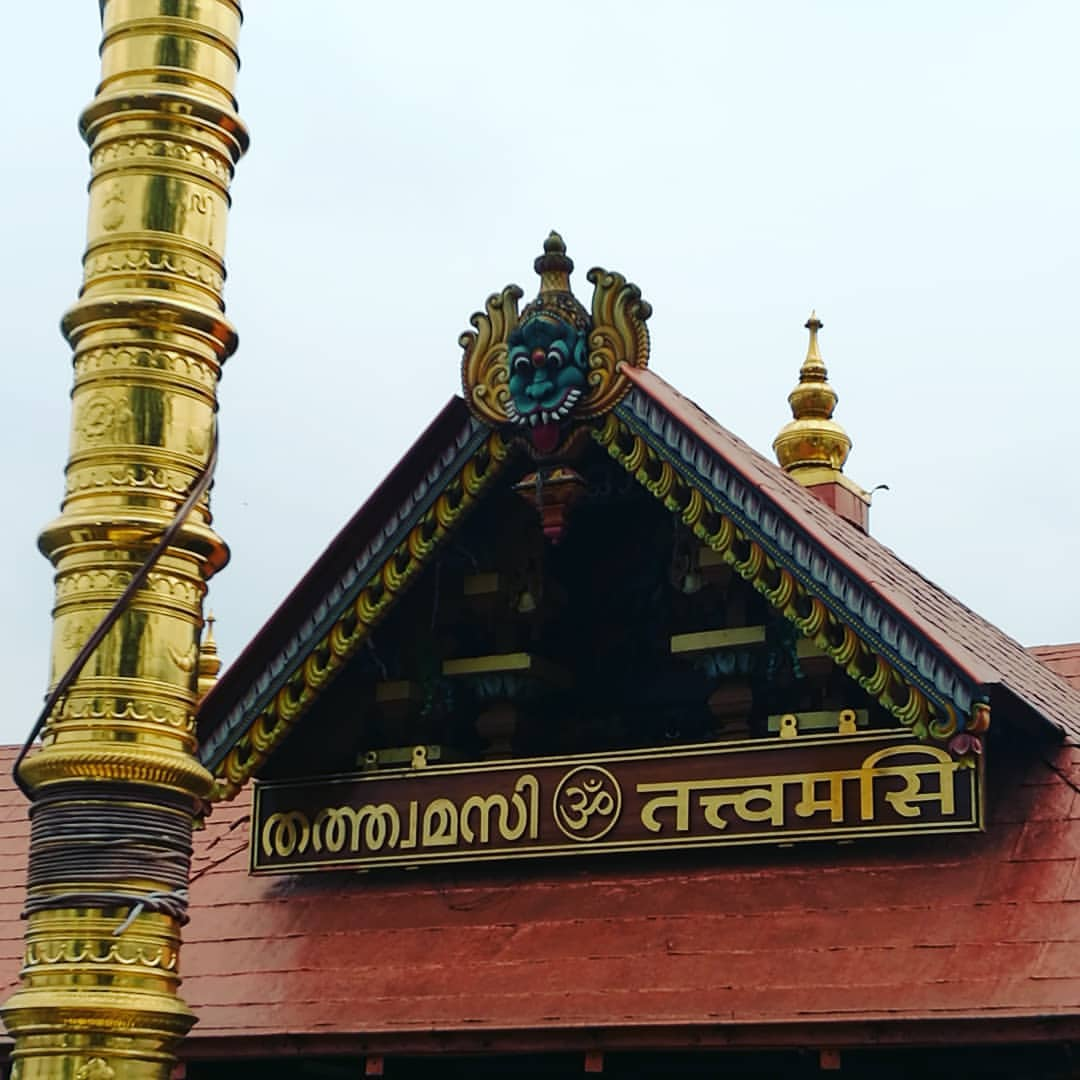
Фраза "Tat Tvam Asi" ('це є ти'), одне з висловлювань Упанішад в інідуїстському храмі. Шопенгауер використав цю санскритську фразу, щоб передати основне положення своєї етики: 'воля є річчю в собі усього, кожної зовнішньої форми, і, як така вільна від зовнішньої форми, а, отже, будь-якої множинності' (Книга IV, §66).

У четвертій книзі Шопенгауер повертається до розгляду світу як волі. Він стверджує, що ця книга має метою чисто описову розповідь про етичну поведінку людини, у якій він виділяє два типи вчинків: утвердження та заперечення " волі до життя" (Wille zum Leben), що становлять суть кожної особи. Шопенгауер пізніше прояснив свою етичну філософію у двох есе: «Про свободу волі» (1839) та «Щодо основ моральності» (1840).
На думку Шопенгауера воля вступає в конфлікт сама з собою через егоїзм, властивий кожній людині й тварині. Співчуття виникає як подолання цього егоїзму (прониклнення ілюзорого відчуття індивідуальності так, що дозволяє емпатувати зі стражданням іншого) і може слугувати ключем до можливості вийти за межі бажань та волі. Шопенгауер категорично заперечує існування "свободи волі" у звичному сенсі, і тільки зазначає як волі можна тільки піддатися, або заперечити її, але її неможливо змінити, і те, що вона слугує як перша ланка у ланцюжку причинного детермінізму.
Шопенгауер довго розмірковує про самогубство, зазначаючи, що воно насправді не знищує волю чи будь-яку її частину суттєво, бо смерть є лише кінцем окремого феномену волі, який надалі перегрупується. Аскетизм заперечує волю абсолютно, якщо жити аскетично, як східні ченці або святі, можна поступово ослабити індивідуальну волю так, як не під силу насильству самогубства, яке, у певному сенсі, волю лише посилює.
Похвала Шопенгауера аскетизму привела його до високої оцінки буддизму та індуїзму  Веданти, а також деяких чернечих орденів та аскетства католицької церкви. До протестантизму, юдаїзму та ісламу він ставився зі зневагою, бо бачив їх оптимістичними, позбавленими метафізики й жорстокими до тварин.
За Шопенгауером глибока правда в тому, що у разі надмірного утвердження волі, тобто, коли особа нав'язує її не тільки для самовдосконалення, а й для домінування над іншими, вона не усвідомлює, що сама ідентична особі, якій завдає шкоди, тож воля по суті постійно шкодить сама собі, а справедливість встановлюється у мить скоєння злочину, оскільки зловмисник та жертва в метафізичному сенсі є однією й тією ж особю.
За  Шопенгауером заперечення волі до життя є шляхом до порятунку від страждань. Спасіння може прийти тільки від усвідомлення, що особистість — ніщо, тільки ілюзія, світ не можна розділити на окремі особи, а це 'заспокоює' волю. Людина, яка це розуміє, заперечуватиме свою волю і так звільниться від болю існування, що є наслідком безперестанних прагнень волі. "Шопенгауер говорить, що, заперечуючи волі, мудрець стає нічим, не помираючи фактично." Коли бажання зникає, як і той, хто бажає, так і світ стають нічим. "Тому, хто досяг цього, позбавленого волі, стану, світ того, хто бажає, відкривається як ніщо. Його влада над нами, його ілюзорна реальність, зникають так, що тепер він постає перед нами як ніщо, як лише поганий сон, з якого ми на щастя пробуджуємося." Шопенгауер завершує четверту книгу твердженням:"...для тих, для кого воля обернулася й заперечила себе, цей наш дуже реальний світ, з усіма його сонцями та Чумацькими шляхами, є нічим. У примітці Шопенгауер проводить асоціацію цього  'нічого' з праджняпарамітою буддизму: пунктом, де суб'єкт та об'єкт не існують більше.

### Критика Кантової філософії (Додаток)
У кінці четвертої книги Шопенгауер додав детальний аналіз заслуг та невдач філософії Канта.  Kritik der Kantischen Philosophie починається з Вольтерової цитати з книги Епоха Людовика XIV: "C'est le privilège du vrai génie, et surtout du génie qui ouvre une carrière, de faire impunément de grandes fautes ('Привілей генія і перед усім генія, що відкриває нові шляхи, безкарно робити великі помилки.'). Шопенгауер наполягає на тому, що найбільшою заслугоюю Канта було розрізнення між суттю і зовнішним проявом [Erscheinung] та  річчю в собі [Ding an sich], доказучи, що розум завжди стоїть між нами й речами, а тому ми не здатні мати знання речей, якими вони могли б бути самі по собі. 
Між недоліками Канта, твердить Шопенгауер , є незграбний спосіб, яким Кант вирішив запровадити річ у собі у книзі  Критика чистого розуму. Шопенгауер також стверджував, що Кант не зумів розрізнити інтуїтивне та абстрактне пізнанням — тобто, інтуїтивне уявлення від концепції яка обдумується лише як абстакція — що призвело до великої плутанини та помилок.  Шопенгауер критикує тенденцію  Канта до організації своєї системи за елегантною архитектонічною симетрією як "жахливе Прокрустове ложе, у яку він насильно впихує усе в світі й усе, що відбувається з людьми."

## Том 2
Другий том складається із кількох есе, що детальніше висвітлюють теми першого тому. Найважливішими є роздуми про смерть та теорія людської сексуальності, в якій автор бачив намагання волі забезпечити собі продовження життя й позбавити людей від здатності раціонально мислити й розуму, через потяг до коханих. Менш успішною була його терія генетики:він відстоював думку, що людина успадковує волю, тож і характер від батька, а розум від матері, і він наводить приклади з біографій визначних людей як ілюстрацію своєї теорії.. Другий том також містить критику сучасних йому філософів таких як Фіхте, Шеллінг та Гегель.
Зміст другого тому наступний
| Перша половина: Доктрина уявлення та сприйняття ( § 1 – 7 тому I) - Про основоположний погляд ідеалізму - Про доктрину знання сприйняття чи знання розуміння - Про відчуття - Про апріорне знання Друга половина: Доктрина абстрактного уявлення або мислення - Про мислення без розуму - Про доктрину абстрактного знання або знання розуму - Про зв'язок між знанням сприйняття та сприйняттям абстрактного знання. - Про теорію безглуздого - Про логіку загалом - Про науку силогізмів - Про риторику - Про доктрину науки - Про методи математики - Про асоціації ідей - Про суттєві недоліки розуму - Про практичне використання нашого розуму й стоїцизм - Про необхідність метафізики для людини | - Про можливість знати річ у собі - Про примат волі у усвідомленні себе - Про об'єктивізацію волі в тваринних організмах - Про ретроспективу й загальніші міркування - Про об'єктивний погляд на розум - Про об'єктивізацію волі в природі без знання - Про матерію - Про трансцедентальному міркування про волю та річ у собі - Про телеологію - Про інстинкт та механічну тенденцію - Про характеризування волі до життя |

| - Про знання ідей - Про чистий суб'єкт знання - Про геній - Про безумство - Про окремі зауваження щодо природної краси - Про внутрішню природу краси - Про естетику архітектури - Про окремі зауваження щодо естетики пластики та образотворче мистецтво - Про естетику поезії - Про історію - Про метафізику музики | - Про передмову - Про смерть та незнищимість нашої внутрішньої натури - Про життя видів - Про спадкову природу якостей - Про метафізику статевої любові [+ апендикс] - Про утвердження волі до життя - Про марність й страждання життя - Про етику - Про доктрину заперечення волі до життя - Про шлях до спасіння - Про епіфілософію |

## Вплив
Перші десятиріччя після того як «Світ як воля та уявлення» побачила світ, світ зустрів її мовчанням. Винятками були Гете й Жан Поль. Гете одразу ж почав читати магнум опус Шопенгауера, як тільки отримав його, і читав його з таким завзяттям, якого вона [Отілія фон Гете] ніколи в ньому не бачила. Гете сказав своїй невістці, що тепер має задоволення на весь рік, бо хотів би прочитати книгу повністю, всупереч своїй звичці вибирати сторінки, що припали йому до вподоби. Вплив Шопенгауера відчувається в «Розмовах з Гете» та «Urworte. Orphisch».
У роки, коли книга залишалася здебільшого непоміченою, Жан Поль хвалив її «як працю філософського генія, універсальну, сповнену проникнення та глибини, але глибини часто безнадійної і бездонної, схожої на меланхолійне озеро в Норвегії, у глибоких водах якого під крутою кам'яною стіною ніколи не видно сонця, а лише відбиваються зорі», на що Шопенгауер відізвався: "на мою думку похвала однієї людини, обдарованої генієм, повністю компенсує байдужість бездумної більшості".
Байдужість закінчилася в останні роки життя автора. Шопенгауер стане найбільш впливовим філософом Німеччини до Першої світової війни.. Особливо праця приваблювала митців. Жоден філософ не надавав такої важливості мистецтву: чверть «Світу як волі…» присвячена естетиці. Можна згадати Вагнера, Шенберга Малера, який цитує «Світ як волю та уявлення» як «найглибший твір про музику, який йому зустрічався», Томас Манн, Герман Гессе, Хорхе Луїс Борхес, Лев Толстой, Лоуренс та Семюел Бекет.
Філософи Фрідріх Ніцше та Філіпп Майнлендер описували знайомство «Світу як волі та уявлення» як відкриття для себе. Ніцше писав «Я належу до тих читачів, хто, перевернувши першу сторінку, знали, що вони прочитають усі інші, і вислухають кожне слово, яке він сказав.»
Чарлз Дарвін цитував «Світ як волю та уявлення» у «Походженні людини».
Дехто вичитує в ній ідеї, які можна знайти в теорії еволюції, як то статевий інстинкт є знаряддям природи, за допомогою якого вона забезпечує якість потомства. Шопенгауер наводив аргументи на користь трансформізму, вказуючи на один з найважливіших та один з найбільш знайомих доказів правдивості походження на гомологію внутрішньої будови хребетних..
Обговорення Шопенгауером мови та етики мало сильний вплив на Людвіга Віттгенштайна.